# Magdalena Kamińska-Maurugeon
Magdalena Kamińska-Maurugeon (ur. 1974) – tłumaczka literacka i audiowizualna. Autorka kilkudziesięciu przekładów powieści oraz reportaży francuskich i francuskojęzycznych, a także list dialogowych filmów fabularnych i dokumentalnych.

## Życiorys
Urodziła się w Szczecinie, dorastała w Świnoujściu, studiowała w Poznaniu i w Rennes, mieszka w Warszawie.  
Zajmuje się tłumaczeniem z języka francuskiego. Twierdzi, że największą satysfakcję sprawia jej praca nad przekładem tekstów literackich, ale tłumaczy również listy dialogowe filmów fabularnych, a dla kanału Planete opracowuje polskie wersje reportaży i filmów dokumentalnych. 

## Tłumaczenia
- Mój dziadek Picasso, Marina Picasso, Historia i życie 2001, ISBN 83919068-0-9
- Yvonne de Gaulle, Genevieve Moll, Historia i życie, 1999, ISBN 83-919068-2-5
- Windows on the World, Frederic Beigbeder, Noir sur Blanc 2004,ISBN 83-7392-065-X
- Dziewczynka, która za bardzo lubiła zapałki, Gaétan Soucy, Noir sur Blanc 2007, ISBN 978-83-7392-232-7
- Nikt mu się nie wymknie, Romain Sardou, Świat Książki 2007, ISBN 978-83-247-0658-7
- Kamień cierpliwości, Atiq Rahimi, Wydawnictwo Literackie 2009, ISBN 978-83-08-04390-5
- Suche i wilgotne, Jonathan Littell, Wydawnictwo Literackie 2009, ISBN 978-83-08-04357-8
- HHhH. Zamach na kata Pragi, Laurent Binet, Wydawnictwo Literackie 2011, ISBN 978-83-08-04767-5
- Limonow, Emmanuel Carrère, Wydawnictwo Literackie 2012, ISBN 978-83-08-04977-8
- Zapiski z Homs, Jonathan Littell, Wydawnictwo Literackie 2013, ISBN 978-83-08-05054-5
- Wierzyć i niszczyć. Intelektualiści w machinie wojennej SS, Christian Ingrao, Wydawnictwo Czarne 2013, ISBN 978-83-7536-558-0
- Pierwszy bilans po apokalipsie, Frederic Beigbeder, Wydawnictwo Noir sur Blanc 2014, ISBN 978-83-7392-500-7
- Pierwszy człowiek, Albert Camus, Wydawnictwo W.A.B. 2015, ISBN 978-83-28-02111-2
- Berło i krew. Królowie i królowe Europy na wojnie 1914-1945, Jean des Cars, Wydawnictwo Literackie 2016, ISBN 978-83-08-06217-3
- Busola, Mathias Énard, Wydawnictwo Literackie 2017, ISBN 978-83-08-06238-8
- Łaskawe, Jonathan Littell, Wydawnictwo Literackie 2019, ISBN 978-83-08-08318-5
- Nikolski, Nicolas Dickner, Wydawnictwo Pauza 2020, ISBN 978-83-957030-8-9
- Dom, Emma Becker, Wydawnictwo Filtry 2020, ISBN 978-83-961264-2-9